# No More Tears (sång)
No More Tears är en sång framförd av Ozzy Osbourne, utgiven som singel den 16 september 1991. Den är skriven av Osbourne, Zakk Wylde, Mike Inez, Randy Castillo och John Purdell. "No More Tears" nådde tionde plats på Hot Mainstream Rock Tracks.
I musikvideon förekommer fotomodellen Mariah O'Brien som den gråtande kvinnan.

## Medverkande
- Ozzy Osbourne – sång
- Zakk Wylde – gitarr
- Bob Daisley – basgitarr
- Randy Castillo – trummor